# ジャッカロープ

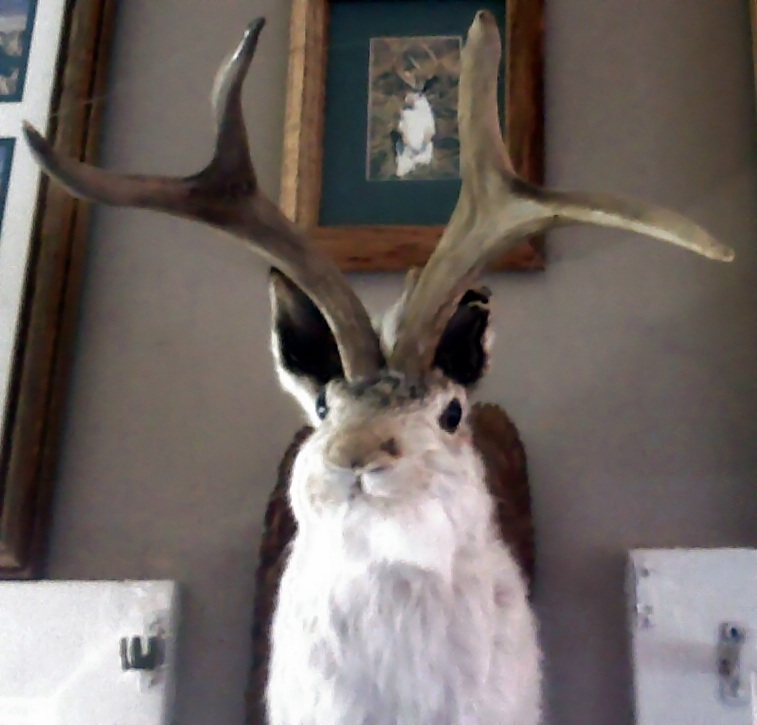
ツノウサギの剥製（作り物）

ツノウサギの像（サウスダコタ州）

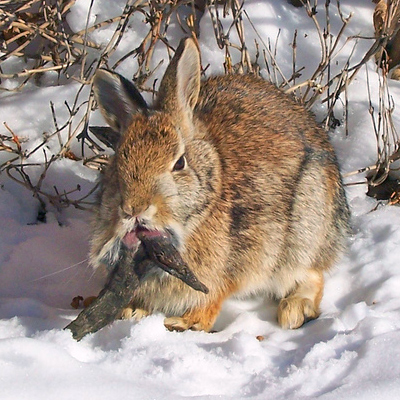
ウィルス感染によって口部に2本の角状の乳頭腫ができたウサギ。

ジャッカロープ（Jackalope、ツノウサギ）は、アメリカのワイオミング州等に棲息すると言われる未確認動物である。

## 概要
名前はノウサギを意味するジャックラビット (jackrabbit) とレイヨウを意味するアンテロープ (antelope) のかばん語であり、外見は、頭部にシカの角が生えているウサギである。ジャッカロープを撮影したとされる鮮明な写真資料は存在するが、生体の目撃記録は無い。また、先住民であるネイティヴ・アメリカンの伝承の中には全く登場せず、ジャッカロープについての伝承は、白人の入植後に現れたとされる。実際には、ウサギの剥製に鹿の角を付けた作り物がその正体とされ（「起源」の項目参照）、アメリカでは現在も作り物のジャッカロープの剥製が土産物として売られている。
2005年8月、米ミネソタ州ソーク・ラピッズで、頭部に角のあるウサギという、ジャッカロープの特徴を備える生物の死骸が発見されたが、調査の結果、ショープ乳頭腫ウイルスにかかり、角型のイボが頭から生えたと結論づけられた。

## 伝承
群れで生活していると言われている。言い伝えでは、
- 人の声真似が得意である
- ウイスキーが大好物
- カウボーイのキャンプファイヤーの場に時折現れる
- 乳が万能薬となる

等の特徴が挙げられる（詳細は § ほら話参照）。

## 起源
ニューヨーク・タイムズは、1930年代にハンターのへリック兄弟が制作した剥製がジャッカロープの起源であるとしている。へリック兄弟はウサギの剥製と鹿の角を組み合わせた作り物をロイ・ボールに10ドルで売却した。この最初のジャッカロープは地元ワイオミング州ダグラスのラ・ボンテ・ホテルに展示されていた（ただし、1977年に頭部が盗難にあった）。ダグラスは伝説の生物ジャッカロープの故郷となり、関連のイベントが毎年6月に開催されている。

## ほら話
ジャッカロープの習性などについては、突拍子の無いほら話に組み込まれて語られるが、むろん 冗談である。例えば危険な猛獣ジャッカロープの角に刺されぬよう、ハンターは足にストーブの煙突を履いてガードすることが肝心、などと嘯かれる。ダグラス市では店舗でジャッカロープ乳と称する商品を販売しているが、搾乳の危険を鑑みると、本物が流通しているかはなはだ疑わしい、などとニューヨーク・タイムズ紙もユーモア記事でお茶らけている。
ジャッカロープの捕獲方法の1つは、好物のウィスキーを囮に誘い込むことである、などとされる。
ジャッカロープは人の声をまねることもできるという。西部劇時代の頃、カウボーイたちが焚き火のまわりにあつまり歌っていると、ジャッカロープがマネする声が聞こえたという。歌うときはテノール歌手の音程だとか。また、声を飛ばすこともできるといい、他の動物の鳴き声やチェーンソーの騒音すら真似る、と吹聴される。レアな亜種に学名 Lepus antilocapra がおり、これは稲光の瞬間しか交尾をしないという習性があるため、繁殖が難しいのだという。一般種でも、稲妻の嵐のときしか番わないので、繁殖数も少ないのだという。

## 古典における「角の生えたウサギ」

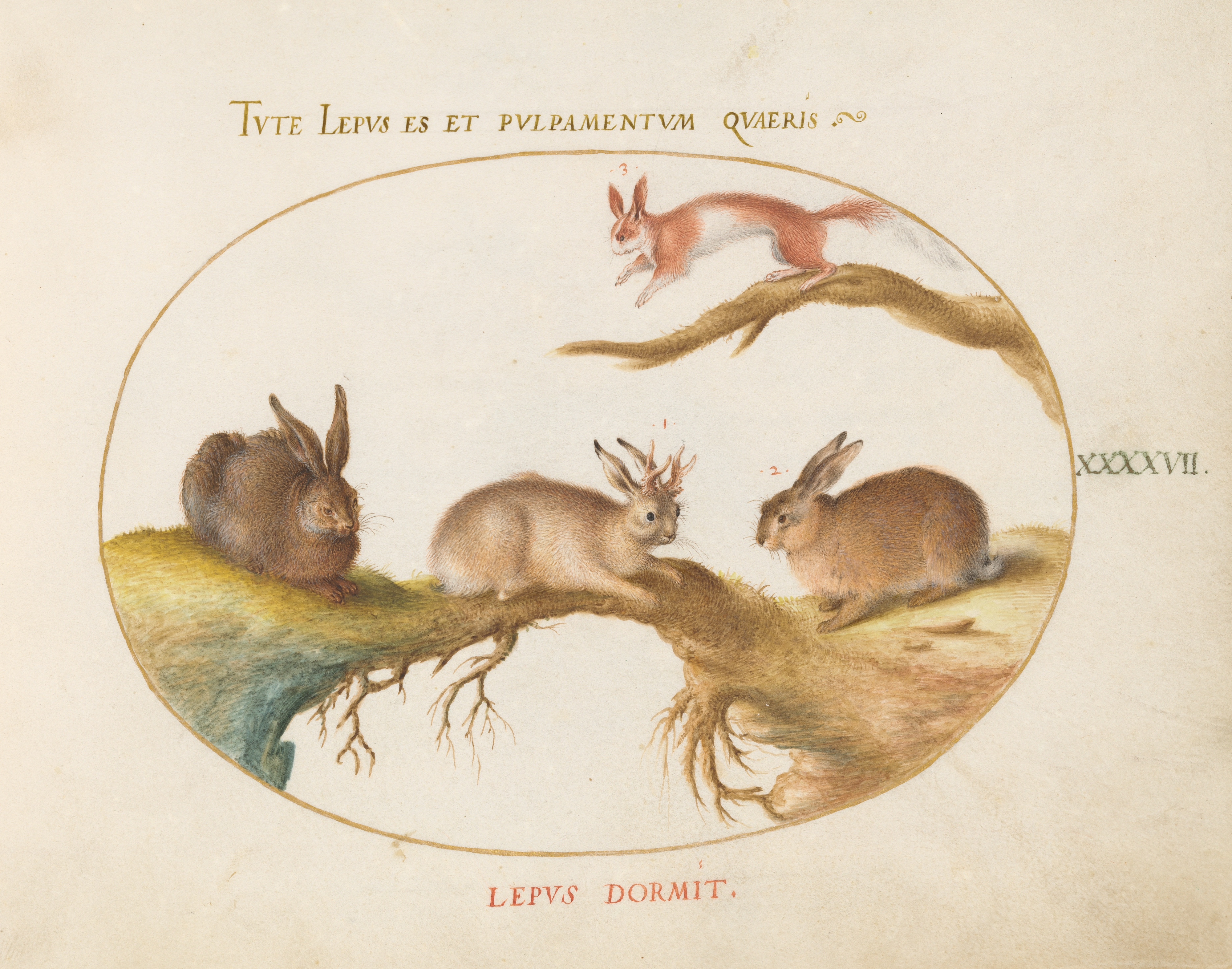
ヨリス・フーフナーヘル作「角のある兎（1575年頃）」

亀毛兎角（きもうとかく、兎角亀毛とも）という言葉が有るが、これは南北朝時代に存在した梁で編纂された『述異記』の「大亀生毛、而兎生角、是甲兵将興之兆」を出典とする。亀に毛が生え兎に角が生えるのは有り得ない事で、そのような異常事態が起こるのは戦乱の凶兆であるという意味だが、転じて、有り得ない事の喩えとして使われる。仏教用語としての亀毛兎角は、現実に存在しないもの、現実に存在しないものを存在するかの様に扱う愚かしさ、有って無い様なもの、曖昧な存在という意味で使われる。
日本語としては、兎角（とかく）、兎に角（とにかく）と言った言葉で使用される。
16世紀から18世紀のヨーロッパでは、レプス・コルヌトゥスもしくはhorned hare（角付き野兎）と呼ばれる角の生えた兎が居ると信じられていた。コンラート・ゲスナーの『動物記』によればザクセン州に生息していたとされる。
メキシコのウイチョル族には、「角の生えた兎の話」と「鹿から角をもらった兎の話」が伝えられている。また、アステカの暦では鹿と兎は対となる存在として扱われている。

## 登場作品

### アニメ・漫画
『老後に備えて異世界で8万枚の金貨を貯めます』 - 主人公ミツハ（山野光波）がバーベキュー大会の手土産に持ってきた異世界の角付兎を見て、地球の傭兵団「ウルフファング」の隊員が「ジャッカロープ？」と発言して、スマホで写真撮影していた。

### ゲーム作品
『レッド・デッド・リデンプション』- DLCを導入すると狩猟対象として登場する。起源の項で述べられている云われを踏まえたジョークとして、死体を解体するとシカの角とウサギの肉が手に入る。